# レジナルド・フェッセンデン
レジナルド・オーブリー・フェッセンデン（英: Reginald Aubrey Fessenden、1866年10月6日 - 1932年7月22日）は、カナダの発明家で世界初の無線による音声および音楽の送信など、ラジオに関する先駆的実験を行ったことで知られている。その後、高出力送信、ソナー、テレビなどの分野で多数の特許を取得した。

## 伝記
カナダのケベック州イーストボルトンで生まれる。14歳のとき、学校から数学のマスターシップの称号を与えられた。
1886年末、ニュージャージー州ウェストオレンジにできたトーマス・エジソンの新たな研究所で働くようになった。特に受信機の設計で急激に頭角を現し、音声信号の受信機の開発を行った。1890年から1900年までいくつかの製造業者で働き1892年にはパデュー大学で電気工学の教授になり、1893年にはピッツバーグ大学の電気工学部長となった。1900年、アメリカ気象局で働き2つの信号を混合することで可聴範囲の音を取出すヘテロダイン原理を発見した。そこで1900年12月23日に高周波火花送信機を使った音声信号の送信実験を行い、約1.6km離れた地点で受信に成功した。これが世界初の音声信号の無線通信とされている。
レジナルドは研究の財政的基盤としてNational Electric Signaling Company（NESCO）を創設。長距離無線電信サービスのための高出力回転式火花送信機と、電信と音声通信に使える低出力の連続波交流発電式送信機の開発を行った。レジナルドは、単一の周波数の正弦波を生成できる連続波交流発電式送信機が音声通信にも適しており、はるかに有望だと考えた。そこでゼネラル・エレクトリックと契約し、一連の高周波交流発電式送信機を設計・製作した。
1906年12月21日、ブラントロックで新たな交流発電式送信機の公開実験を行い2地点間の無線電話や既存の有線電話網に無線を相互接続しての通話実験を行った。数日後、追加の公開実験を行い、これが娯楽および音楽を一般向けに流した世界初のラジオ放送とされている。同年12月24日（クリスマスイブ）にブラントロックから行われたラジオ放送はレジナルド自身が『さやかに星はきらめき（O Holy Night）』をヴァイオリンの伴奏で歌い、聖書のルカの福音書第2章の一節を朗読するというものだった。同年12月31日（大晦日）には、再び番組の放送が行われた。当然ながら当時はラジオを一般家庭で持っているはずもなく、これらの放送の聴衆は沿岸を航行する船の無線技師たちだけだった。現在ではこれらの実験の重要性が認められているが当時はほとんど話題にならず、すぐに忘れ去られた。
技術的な進歩は目覚しかったが、財政的には困窮していった。このためNESCO経営陣とレジナルドの間に軋轢が生じ、ついに1911年1月、解雇された。レジナルドは同社を相手取って裁判を起こし一審では勝ったものの、控訴審でNESCO側が勝利した。同社は1920年にウェスティングハウスに売却され、翌年にはレジナルドの数々の重要な特許が資産としてRCAに売却された。このため、訴訟もRCAが引き継いだ。
1920年以降、交流発電式送信機ではなく真空管を使った送信機によるラジオ放送が普及し始めたがレジナルドが1906年に導入に関わった振幅変調方式を採用していた。1911年にNESCOを解雇されてからはラジオ関係の研究はせず、他の分野で研究を続けた。最終的には500以上の特許を取得している。RCAとの訴訟が解決すると、和解金でバミューダ諸島の"Wistowe"を購入した。
レジナルドのラジオに関する重要な貢献は世界初の音声信号の無線送信（1900年）、世界初の大西洋横断双方向無線送信（1906年）、世界初の娯楽および音楽のラジオ放送（1906年）である。

## 学生時代まで

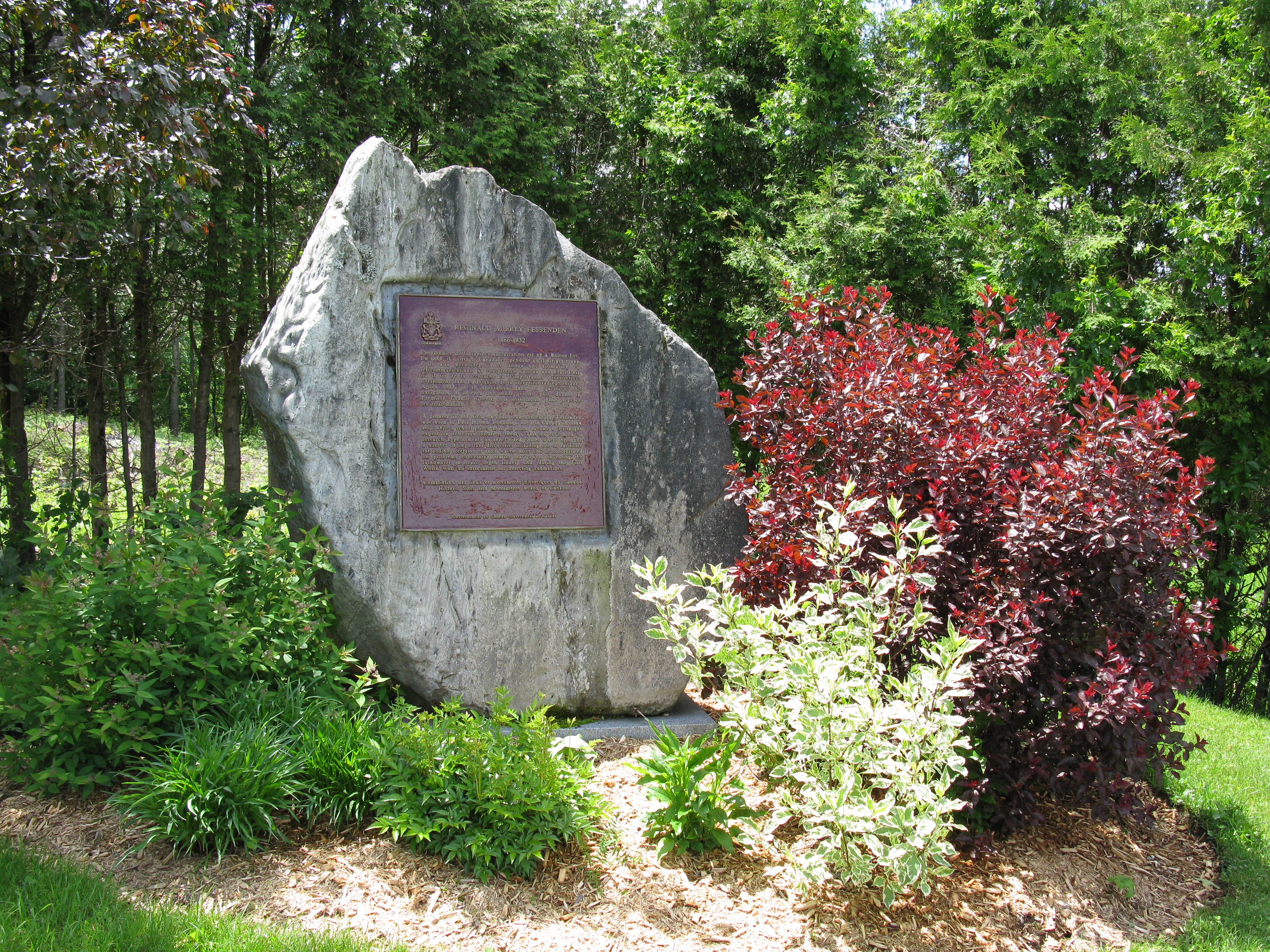
生誕地にある記念碑

レジナルドは1866年10月6日、カナダケベック州イーストボルトンでReverend Joseph Elisha FessendenとClementina Trenholme Fessendenの4人の子の長男として生まれた。Josephはカナダのイギリス国教会の聖職者で、そのころは家族を伴ってオンタリオ地方を転々としていた。成長するにしたがって、学業で優秀さを見せるようになった。1877年、11歳のとき、オンタリオ州ポートホープのTrinity College Schoolに入学し2年間通った。14歳のときには、ケベック州Lennoxvilleのビショップ・カレッジ・スクール(Bishop's College School) で数学のマスターシップの称号を与えられた。当時Bishop's College SchoolはBishop's Universityの付属学校で、同じキャンパスにあった。1878年7月の入学者はわずか43名の男子だけだった。10代でありながら年下の生徒には教師として数学を教え、同時に年上の学生に混じってBishop's Universityで数学を学んでいた。1883年から1884年における同大学の入学者数は25名（全て男子）だった。18歳になると「学ぶべきことは全て学んだ」として同大学を中退した。学位を取得せずに中退したことは後々、仕事に影響することになった。マギル大学に電気工学部門が設立されたとき、学部長の座を申請したが叶わず、アメリカ人に与えられた。
大学を離れた後の約2年間、バミューダ諸島のWhitney Instituteで唯一の先生兼校長として働いた。ここで妻となるHelen Trottと婚約し、1890年9月に結婚。後に息子Reginald Kennelly Fessendenをもうけた。

## 初期の業績
レジナルドが受けた古典的な教育では、科学的訓練や技術的訓練はごく限られたものだった。電気技術への興味がふくらんでくると彼は1886年にニューヨークに移住し、有名な発明家トーマス・エジソンに雇ってもらおうと考えた。1925年の自伝Radio Newsによれば、最初は何度行っても門前払いだったという。最初の履歴書には「電気のことは何も知りませんが、すぐに学んでみせます」と書いてあり、これに対してエジソンは「電気を知らない者なら間に合っている」と返した。しかし彼はあきらめず Edison Machine Works に半熟練工として雇われ、検査技師補佐となった。同社はニューヨークの地下送電網を構築中だった。レジナルドはすぐに頭角を現し、徐々に責任ある地位に登りつめていった。1886年末にはエジソン直属のアシスタントとして、ニュージャージー州ウェストオレンジに新たに設けられた研究所で働くようになった。同研究所では化学、冶金、電気など様々なプロジェクトに関わった。しかし1890年、財政問題が発生しエジソンはレジナルドを含めた多くの所員を解雇せざるをえなくなった。
素晴らしい実績が買われ、いくつかの製造業者に職を得た。1892年、パデュー大学に新たに創設された電気工学部門の教授の職を得た。同大学に勤務する傍らウェスティングハウスの依頼を受け、1893年のシカゴ万国博覧会での照明の設置を監督した。その後間もなくジョージ・ウェスティングハウスが個人的にフェッセンデンを引き抜き、Western University of Pennsylvania（後のピッツバーグ大学）の新たな電気工学部門の学部長とした。

## ラジオ
1890年代末、グリエルモ・マルコーニが実用的な無線送受信システムを開発したという知らせが届いた。レジナルドは無線の実験を始め、オリバー・ロッジとマルコーニが作り上げた火花送信機とコヒーラ受信機よりも遥かに効率的なシステムを開発できると確信した。

### 気象局との契約と世界初の音声無線通信
1900年、レジナルドはピッツバーグ大学を辞めてアメリカ気象局に移り、海岸線に沿って無線局のネットワークを構築して気象情報を送信し既存の電信網を使わずに済むようにするという仕事にとりかかった。契約によって気象局はレジナルドの発明を自由に使えるが、発明品の所有権はレジナルド自身が保持することになった。すぐさま（特に）受信機の設計で大きな進展があり、音声信号の受信機能を開発していった。まずバレッタ検波器を開発し、その後、硝酸に浸した細いワイヤでできた電解検波器を開発した。電解検波器はその後数年間、無線受信機の検波の標準となった。研究の進展の中でレジナルドはヘテロダインの原理も発見した。これは2つの信号を掛け合わせることで第3の可聴音を生成するものである。しかしヘテロダインには安定した局所信号が必須であったため、発振用真空管が開発されるまで約10年ほどは実用化できなかった。
当初の仕事場はメリーランド州 Cobb Islandにあった。ポトマック川沿いのワシントンD.C.から80kmほど下流である。1900年12月23日、その場所で高周波火花送信機による実験を行い音声信号を約1.6km離れた地点で受信することに成功した。これが世界初の音声無線送信である。当時の音質はひどいもので商業化はまだ無理だったが、この実験で技術を改良していけば音声信号を無線で送信できることが証明された。
実験の進展に伴い、大西洋岸（ノースカロライナとバージニア）に新たな無線局を建設した。そんな中、スポンサーとの論争に巻き込まれた。気象局長 Willis Moore が特許による利益の半分を要求したがレジナルドはこれに応じず、気象局との契約は1902年8月で打ち切りとなった。

### NESCO 創設
このとき、ピッツバーグの実業家・Hay Walker, Jr.とThomas H. Givenが資金を提供しNational Electric Signaling Company（NESCO）を創設した。同社はレジナルドの研究に資金を提供し、長距離無線電信サービスのための高出力の回転式火花送信機の開発と電信および音声送信のための低出力の連続波交流発電式送信機の開発を支援した。この会社の本拠地はマサチューセッツ州ブラントロックである。

### 回転式火花送信機と世界初の大西洋横断双方向通信

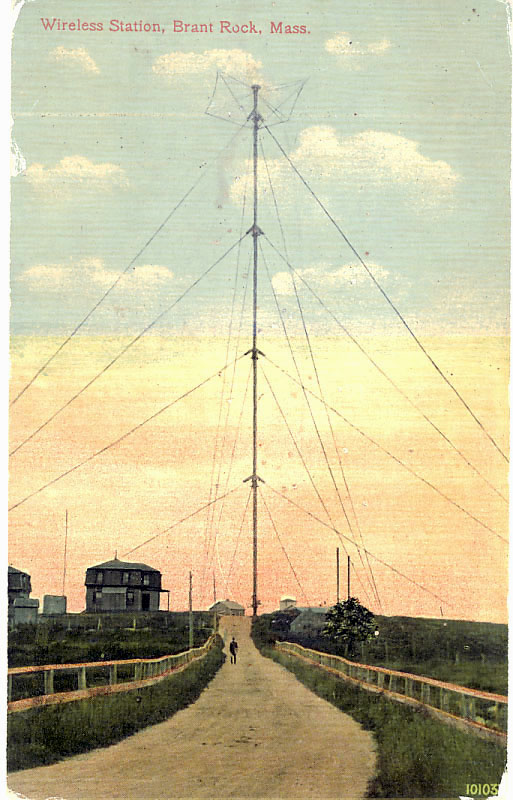
1910年ごろの絵葉書。ブラントロックにある高さ128mの無線塔（アンテナ）

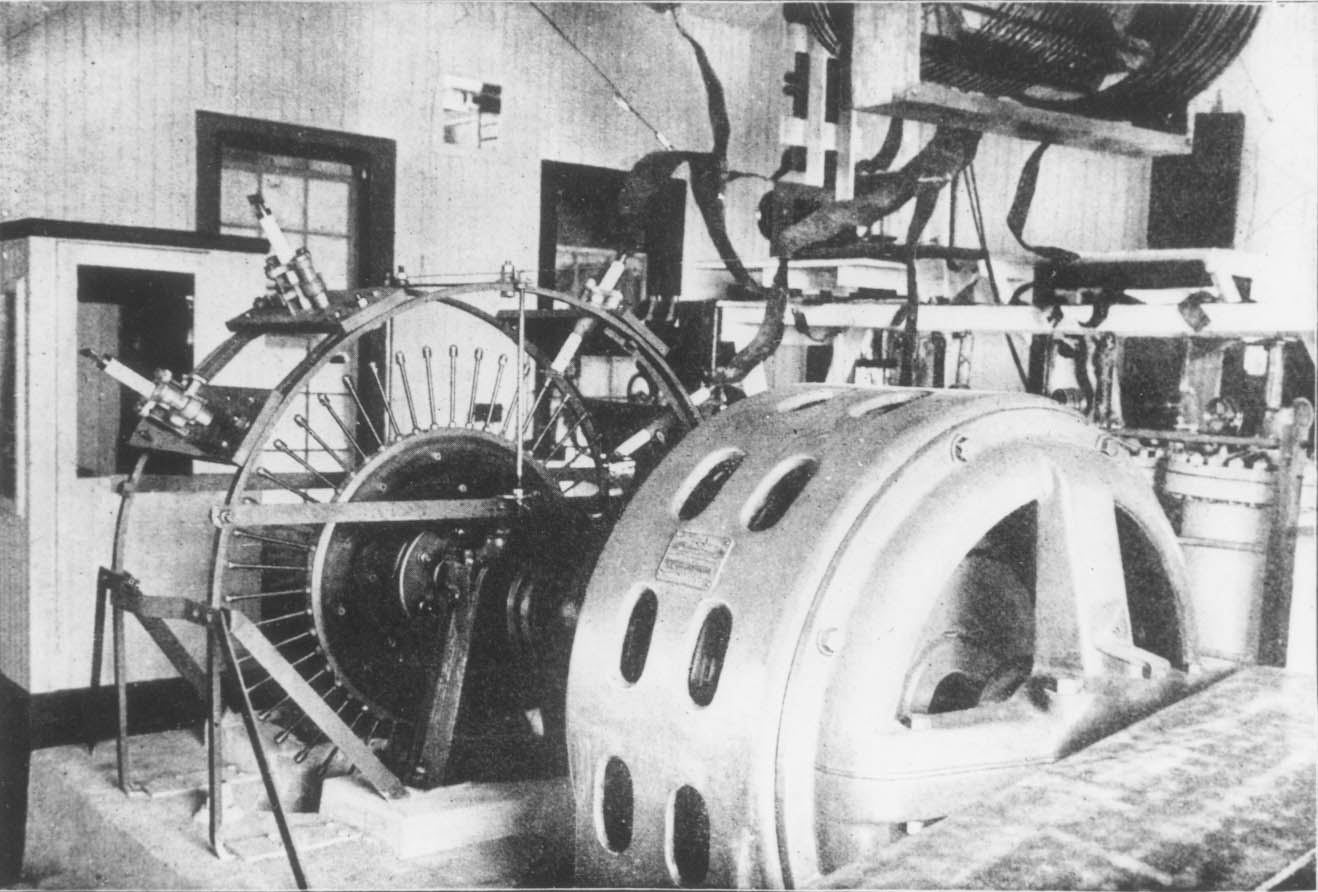
回転式火花送信機（ブラントロック、1906年）

大西洋横断無線電信サービスの確立に挑戦することが決定され1906年1月10日、回転式火花送信機を使って大西洋を横断する無線電信実験を成功させた。ブラントロックと全く同じ設備をスコットランドのマクリハニッシュに建設し、両者の間でモールス符号によるメッセージを相互に交換したのである。マルコーニは当時、一方向の通信しか成功させていなかった。ただし日中や夏季にはこの長距離の通信はできず、実験は冬になるまで一時中断された。1906年12月6日、「支持用ケーブルをずらす作業をしているとき、作業員の1人の不注意で」マクリハニッシュの無線塔が倒壊し大西洋横断実験が不可能となり商業化も遠のいた。

### 交流送信機と世界初のラジオ放送
回転式火花送信機の開発は、新たな手法が完成するまでのその場しのぎの手段に過ぎなかった。レジナルドは交流発電式送信機の方が優れていると考えていた。この方式では単一周波数の純粋な正弦波を生成でき効率がよく、音声信号の送信にも適していた。彼のアイデアは通常の交流発電機ではせいぜい数百ヘルツの交流電流しか生成できないが、これをキロヘルツ単位の周波数が生成できるように高速化するというものだった。つまり、交流発電機を高速化することで無線信号をそれに載せて発信するのである。カーボンマイクを送信機に組み込むことで音声信号を発電機の発生した交流に乗せ、信号の強さによって振幅を変化させる。すなわち、高周波の搬送波に音声信号を埋め込む振幅変調である。しかし交流発電式送信機のプロトタイプ開発にも時間と資金がかかり、それを高出力化するにはさらに数年を要すると思われた。
レジナルドはゼネラル・エレクトリックと契約し、高周波交流発電式送信機の設計と製作に支援を得た。1903年、GEのチャールズ・プロチュース・スタインメッツが10kHz版を完成させたが使い方が制限されており、そのままでは無線送信には使えなかった。彼はもっと高速で高出力の装置の開発をアーンスト・アレキサンダーソンに依頼し1906年8月、約50kHzの周波数の送信機が完成した。ただし、出力はレジナルドの回転式火花送信機に及ばなかった。
交流発電式送信機は十分な搬送波を送信できるレベルとなったが、（その強大な搬送波を振幅変調すべく加える、カーボンマイクの）音声信号を増幅する手段がなかった。1906年12月21日、ブラントロックで新しい交流発電式送信機の公開実験を行い2地点間の無線電話が可能であることを示した。また、無線局を有線電話網とつないで通話可能であることも示した。この公開実験の詳細なレビューはThe American Telephone Journalに掲載された。
数日後、2つの追加実験が行われた。これが世界初の娯楽と音楽を内容とするラジオ放送とされている。1904年からアメリカ海軍は時報と気象情報を放送していたが、それは火花送信機でモールス符号を使ったものだった。1906年12月24日（クリスマス・イヴ）の夜、交流発電式送信機を使ってブラントロックから短い番組を放送した。レジナルド自身が『さやかに星はきらめき（O Holy Night）』をヴァイオリンの伴奏で歌い、聖書のルカの福音書第2章の一節を朗読するというものだった。同年12月31日の大晦日、第2回の放送が行われた。これらの放送を聴いていたのは大西洋沿岸を航行する船の無線技師だけであり、人数は不明である。現在ではこれらの実験の重要性が認められているが当時はほとんど話題にならず、すぐに忘れ去られた。この実験の最初の記録はフェッセンデン自身が1932年1月29日にかつての同僚・Samuel M. Kinterにあてた手紙である。しかしどの船にもこの放送を受信したという記録はなく、当時のどの出版物にも書かれていない（放送史家・James E. O'NealはRadio Worldというウェブサイトに発表した一連の記事でレジナルドは四半世紀後にこの事実を書いており、日付を間違ったのではないかと示唆した。O'Nealは1909年に行った実験との混同を示唆している）。さらにレジナルドがその後放送実験を繰り返すことはなく、あくまでも2地点間の無線電話の実現に向けて開発を進めていった。それでも、この実験がラジオの歴史上重要であることは間違いない。なお受信範囲はせいぜい数kmとされていたが、NESCOの社員・James C. Armorはマクリハニッシュでブラントロックから送信された音声信号を受信したことがあると報告している。

### NESCO解雇
レジナルドが成し遂げた技術的進歩は財政的成功には結びつかなかった。NESCOの創設者・Walker と GivenはAT&Tなどの大企業への身売りを望んでいたが、買い手が見つからなかった。1906年にレジナルドがモントリオールでFessenden Wireless Company of Canadaを創設すると、NESCO側は彼が大西洋横断無線電信サービスの利益を独占しようとしているのではないかと考えた。NESCOオーナーとの間で軋轢が生じ、ついに1911年1月、NESCOはレジナルドを解雇した。レジナルドはNESCOを契約違反で訴えた。一審ではレジナルドが勝ったが、NESCO側は控訴した。資産を保護するためNESCOは1912年に管財人の管理下に置かれ、Samuel Kintnerが同社の管理者となった。法廷闘争は15年以上続いた。1917年、NESCOは管財人の管理を脱しすぐにInternational Radio Telegraph Companyと改称。1920年にはウェスティングハウスに売却され、翌年にはレジナルドの多数の特許を含む資産がRCAに売却された。RCAはレジナルドとの訴訟も引き継いだ。1928年3月1日、RCAとの訴訟は和解に達し高額の和解金を手にした。

### その後の影響
レジナルドがNESCOを解雇された後も、アレキサンダーソンはGEで交流発電式送信機の開発を（主に長距離無線電信用に）続けた。何年かかけアレキサンダーソンは大西洋横断の通信が可能な高出力のAlexanderson alternatorを完成させ、1916年には大西洋横断通信で火花送信機よりも高い信頼性を発揮するようになった。1920年以降、真空管を使った送信機での音声ラジオ放送が広まったが変調方式はレジナルドが1906年に採用したAM方式だった。1921年、IRE（IEEEの前身）はレジナルドに栄誉賞を贈った。1922年には、フィラデルフィア市がジョン・スコットメダルと800ドルの賞金を贈った。

## 晩年
レジナルドは1911年にNESCOを解雇された後は無線の研究をやめ、別の分野で働いた。実は1904年から、ナイアガラの滝での水力発電の設計を支援していた。特によく知られているのはソナーの開発で、潜水艦同士が信号を送るシステムやタイタニックの悲劇を繰り返さないよう氷山の位置を確認する方法を開発した。第一次世界大戦が勃発するとカナダ政府に協力を申し出てロンドンに出向き、敵の大砲を検知する機器や敵の潜水艦を検知する機器の開発を行った。
レジナルドは、最終的に500以上の特許を取得した。しばしば川や湖で目深に帽子をかぶり、葉巻をくわえて思案する姿が目撃されている。自宅では、猫を胸に乗せて絨毯の上に横たわることが多かった。このようなリラックスした状態で、アイデアを練った。例えば、発明やプロジェクトや特許をコンパクトに記録できるマイクロフィルムのようなものも考案した。石油資源探査での重要な技法の1つ、地震反射法の基本的アイデアの特許も取得している。1915年にはソナーを応用した音波測深器を発明し、1929年にはサイエンティフィック・アメリカン誌の金メダルを勝ち取った。他にも曳光弾、ポケットベル、テレビ装置、船のターボ電気駆動など様々な特許を取得している。

## 死とその後

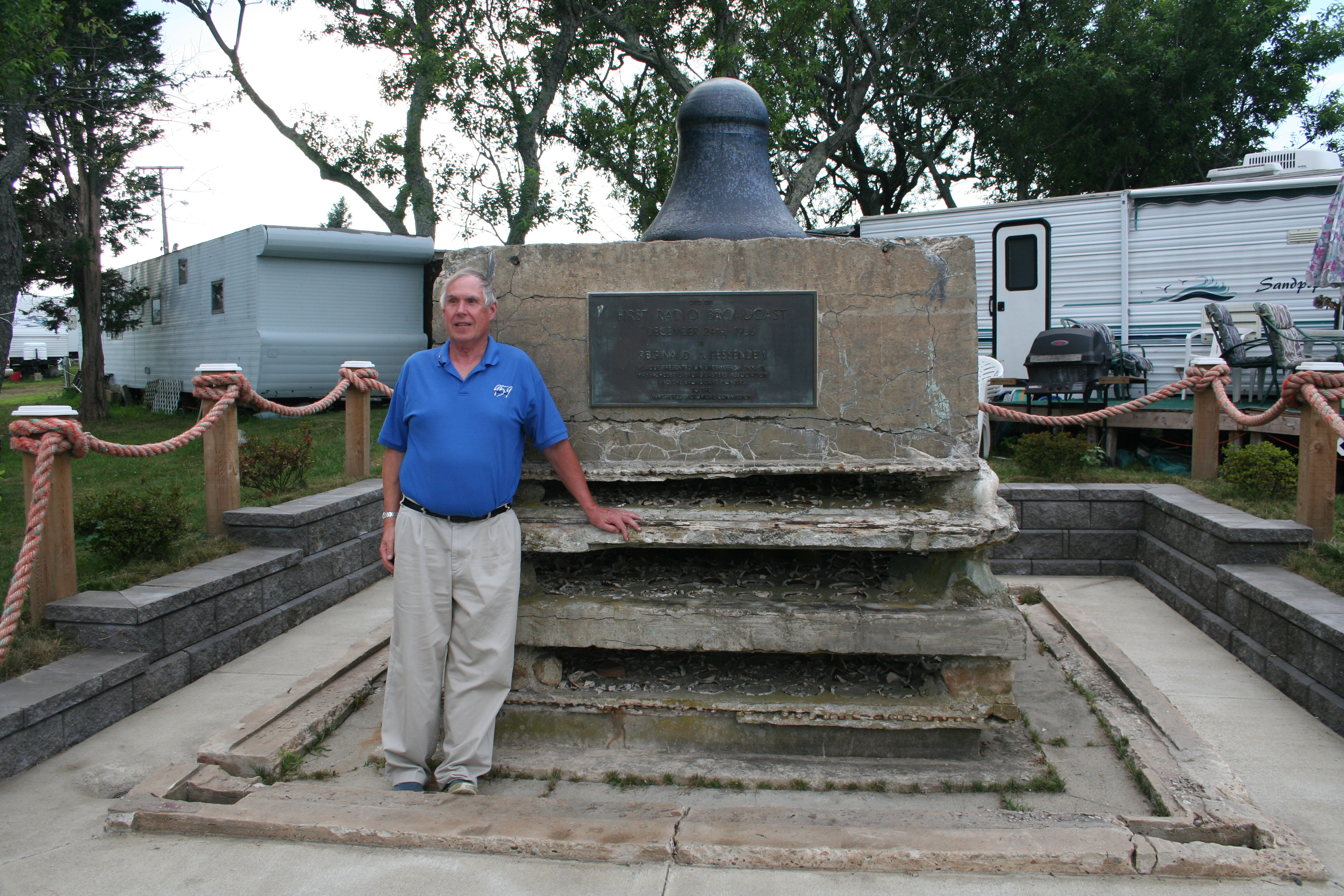
ブラントロックのアンテナは1917年に取り壊されたが、基礎が残っている。コンクリートの層の間には元々はセラミックの絶縁層があった。

RCAとの訴訟が片付くと、バミューダ諸島の"Wistowe"を購入した。1932年に亡くなると、同島のSt Mark's Churchの墓地に埋葬された。
マサチューセッツ州ニュートンのチェスナットヒルにあるレジナルドの家は、アメリカ合衆国国家歴史登録財およびアメリカ合衆国国定歴史建造物に指定されている。この家は1906年かそれ以前にレジナルドが購入し、亡くなるまで所有していた。

## 名言
An inventor is one who can see the applicability of means to supplying demand five years before it is obvious to those skilled in the art.—Reginald A. Fessenden、"The Inventions of Reginald A. Fessenden". (January, 1925). Radio News, p. 1142.
（和訳）「発明家とは、その分野の者にとって当たり前となる5年前に、需要を満たす手段の妥当性を見通すことができる者である」